# Lisboa Story Centre
Das Lisboa Story Centre – Memórias da Cidade ist ein stadtgeschichtliches Museum im Zentrum der portugiesischen Hauptstadt Lissabon.
Es wurde am 11. September 2012 im Ostflügel des Terreiro do Paço eröffnet und zeigt in einer Multimediaschau auf 2200 m² die Entwicklung der Stadt von den Mythen um die Gründung der Stadt durch Odysseus bis in die Moderne. In einer 4D-Installation wird das Erdbeben vom 1. November 1755 für die Besucher erlebbar gemacht. Interaktive Bildschirme zeigen den Wiederaufbau der Stadt auf Geheiß von Sebastião José de Carvalho e Melo, der ab 1769 unter seinem Adelstitel „Marquês de Pombal“ bekannt wurde.